# Daniel Parejo
Daniel Parejo Muñoz, meglio noto come Dani Parejo (Coslada, 16 aprile 1989), è un calciatore spagnolo, centrocampista del Villarreal.

## Caratteristiche tecniche
Gioca prevalentemente a centrocampo, ma essendo un calciatore duttile, può agire eventualmente anche come trequartista o talvolta regista davanti alla difesa. Dotato di una buona tecnica individuale e visione di gioco, possiede un buon tiro, inoltre si dimostra molto abile nei calci piazzati, soprattutto come rigorista, dato che ha messo a segno 25 penalty su 32 calciati. La sua visione di gioco gli consente di dettare i tempi sia con passaggi corti che lunghi e di essere bravo anche nel recuperare palloni. In campo si distingue anche per la concentrazione che mantiene nell'arco della partita.

## Carriera

### Club

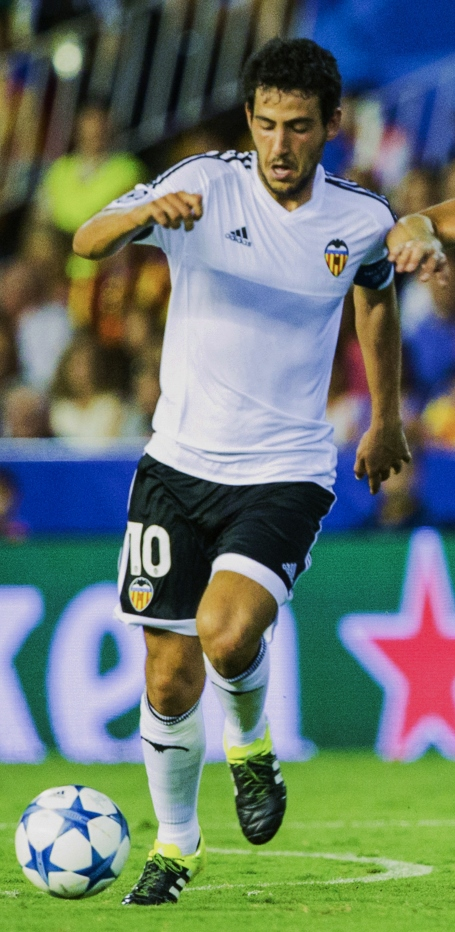
Dani Parejo in azione con la maglia del Valencia nel 2015.

A inizio carriera gioca nelle giovanili del Real Madrid, militando anche nella squadra B dello stesso club. Nell'agosto 2008 il club non lo conferma e viene acquistato dagli inglesi del Queens Park Rangers ma fa ritorno a casa nel dicembre dello stesso anno anche sotto il volere di Alfredo Di Stéfano suo grosso ammiratore. Nel 2009 viene aggregato alla prima squadra, dove totalizza 5 presenze, tutte subentrando dalla panchina.
Nel luglio 2009 viene acquistato dal Getafe per 3 milioni di euro, dove fa il suo esordio nel club nella partita contro il Racing Santander, terminata 4-1 per la sua squadra. Nella stessa stagione segna proprio al Real Madrid nella partita casalinga della sua squadra e chiude la stagione siglando un altro gol in un derby, stavolta contro l'Atlético Madrid nello 0-3 del Estadio Vicente Calderón. Nella stagione successiva trova la rete anche nel Play-Off di UEFA Europa League contro l'APOEL Nicosia. Molte le voci nel corso di quell'anno che lo volevano di ritorno a Madrid per la stagione 2011-2012. Proprio contro il Madrid di José Mourinho troverà nuovamente il gol quell'anno in una partita casalinga persa per 2-3.
A fine anno il Real Madrid non esercita l'opzione di acquisto del giocatore che così finisce al Valencia. Arriva a Valencia nella sessione estiva di calciomercato per circa 6 milioni di euro più la cessione del portiere Moyà e un'amichevole da disputare al Coliseum Alfonso Pérez con il Real Madrid che formula una nuova opzione di ricompera del giocatore a 18 milioni di euro al termine della prima stagione oppure a 15 milioni di euro nel caso di ricompera per la seconda. Fatica ad imporsi nella prima stagione mentre nella stagione 2012-2013 dopo l'esonero dell'allenatore Mauricio Pellegrino e con l'arrivo sulla panchina di Ernesto Valverde trova più spazio. Nella stagione 2014-2015 diventa capitano del Valencia succedendo a Ricardo Costa; tuttavia nel corso dell'annata viene degradato in favore di Paco Alcácer per decisione di Gary Neville, subentrato in panchina a Nuno Espírito Santo. Dopo le partenze di Paco Alcácer ed Enzo Pérez, dalla stagione 2017-2018 torna ad essere il capitano del Valencia. Negli anni successivi si conferma un punto fermo della squadra.
Il 12 agosto 2020 viene ceduto al Villarreal, con cui sigla un contratto biennale.

### Nazionale
Ha compiuto la trafila delle nazionali giovanili spagnole giocando nell'Under-19, Under-20, fino a militare dal 2008 al 2011 per tre anni nell'Under-21 spagnola: nel giugno 2011 partecipa con la medesima nazionale agli Europei Under-21 svolti in Danimarca, giungendo sino in finale contro la Svizzera vincendo per 2-0, laureandosi così campione d'Europa Under-21.
Nel marzo 2018 riceve la sua prima convocazione nella nazionale maggiore, dal CT. Julen Lopetegui, per le due amichevoli in programma il 23 e 27 dello stesso mese, rispettivamente contro Germania e Argentina, debuttando a quasi 29 anni d'età, nella partita contro i sudamericani.

## Statistiche

### Presenze e reti nei club
Statistiche aggiornate al 22 dicembre 2024.
| Stagione                | Squadra                 | Campionato              | Campionato | Campionato | Coppe nazionali | Coppe nazionali | Coppe nazionali | Coppe continentali | Coppe continentali | Coppe continentali | Altre coppe | Altre coppe | Altre coppe | Totale | Totale |
| Stagione                | Squadra                 | Comp                    | Pres       | Reti       | Comp            | Pres            | Reti            | Comp               | Pres               | Reti               | Comp        | Pres        | Reti        | Pres   | Reti   |
| ----------------------- | ----------------------- | ----------------------- | ---------- | ---------- | --------------- | --------------- | --------------- | ------------------ | ------------------ | ------------------ | ----------- | ----------- | ----------- | ------ | ------ |
| 2006-2007               | Real M. Castilla        | SD                      | 4          | 1          | -               | -               | -               | -                  | -                  | -                  | -           | -           | -           | 4      | 1      |
| 2007-2008               | Real M. Castilla        | SDB                     | 33         | 10         | -               | -               | -               | -                  | -                  | -                  | -           | -           | -           | 33     | 10     |
| Totale Real M. Castilla | Totale Real M. Castilla | Totale Real M. Castilla | 37         | 11         |                 | -               | -               |                    | -                  | -                  |             | -           | -           | 37     | 11     |
| ago.-dic. 2008          | QPR                     | FLC                     | 14         | 0          | FACup+CdL       | 0+4             | 0               | -                  | -                  | -                  | -           | -           | -           | 18     | 0      |
| gen.-giu. 2009          | Real Madrid             | PD                      | 5          | 0          | CR              | 0               | 0               | UCL                | 0                  | 0                  | SS          | 0           | 0           | 5      | 0      |
| 2009-2010               | Getafe                  | PD                      | 28         | 6          | CR              | 8               | 1               | -                  | -                  | -                  | -           | -           | -           | 36     | 7      |
| 2010-2011               | Getafe                  | PD                      | 36         | 3          | CR              | 3               | 0               | UEL                | 5                  | 1                  | -           | -           | -           | 44     | 4      |
| Totale Getafe           | Totale Getafe           | Totale Getafe           | 64         | 9          |                 | 11              | 1               |                    | 5                  | 1                  |             | -           | -           | 80     | 11     |
| 2011-2012               | Valencia                | PD                      | 16         | 0          | CR              | 6               | 0               | UCL+UEL            | 3+5                | 0                  | -           | -           | -           | 30     | 0      |
| 2012-2013               | Valencia                | PD                      | 27         | 1          | CR              | 4               | 1               | UCL                | 5                  | 0                  | -           | -           | -           | 36     | 2      |
| 2013-2014               | Valencia                | PD                      | 31         | 4          | CR              | 4               | 0               | UEL                | 11                 | 1                  | -           | -           | -           | 46     | 5      |
| 2014-2015               | Valencia                | PD                      | 34         | 12         | CR              | 3               | 0               | -                  | -                  | -                  | -           | -           | -           | 37     | 12     |
| 2015-2016               | Valencia                | PD                      | 33         | 8          | CR              | 6               | 1               | UCL+UEL            | 8+3                | 1+1                | -           | -           | -           | 50     | 11     |
| 2016-2017               | Valencia                | PD                      | 36         | 5          | CR              | 3               | 1               | -                  | -                  | -                  | -           | -           | -           | 39     | 6      |
| 2017-2018               | Valencia                | PD                      | 34         | 7          | CR              | 8               | 1               | -                  | -                  | -                  | -           | -           | -           | 42     | 8      |
| 2018-2019               | Valencia                | PD                      | 36         | 9          | CR              | 8               | 0               | UCL+UEL            | 5+7                | 0+1                | -           | -           | -           | 56     | 10     |
| 2019-2020               | Valencia                | PD                      | 35         | 8          | CR              | 3               | 0               | UCL                | 8                  | 1                  | SS          | 1           | 1           | 47     | 10     |
| Totale Valencia         | Totale Valencia         | Totale Valencia         | 282        | 54         |                 | 45              | 4               |                    | 55                 | 5                  |             | 1           | 1           | 383    | 64     |
| 2020-2021               | Villarreal              | PD                      | 36         | 3          | CR              | 5               | 0               | UEL                | 12                 | 0                  | -           | -           | -           | 53     | 3      |
| 2021-2022               | Villarreal              | PD                      | 33         | 2          | CR              | 1               | 0               | UCL                | 12                 | 1                  | SU          | 0           | 0           | 46     | 3      |
| 2022-2023               | Villarreal              | PD                      | 37         | 3          | CR              | 4               | 0               | UECL               | 2+7                | 0                  | -           | -           | -           | 50     | 3      |
| 2023-2024               | Villarreal              | PD                      | 33         | 3          | CR              | 2               | 0               | UEL                | 7                  | 1                  | -           | -           | -           | 42     | 4      |
| 2024-2025               | Villarreal              | PD                      | 17         | 2          | CR              | 2               | 0               |                    | -                  | -                  |             | -           | -           | 19     | 2      |
| Totale Villarreal       | Totale Villarreal       | Totale Villarreal       | 156        | 13         |                 | 14              | 0               |                    | 40                 | 2                  |             | -           | -           | 210    | 15     |
| Totale carriera         | Totale carriera         | Totale carriera         | 558        | 87         |                 | 74              | 5               |                    | 100                | 8                  |             | 1           | 1           | 733    | 101    |

### Cronologia presenze e reti in nazionale
| Cronologia completa delle presenze e delle reti in nazionale ― Spagna | Cronologia completa delle presenze e delle reti in nazionale ― Spagna | Cronologia completa delle presenze e delle reti in nazionale ― Spagna | Cronologia completa delle presenze e delle reti in nazionale ― Spagna | Cronologia completa delle presenze e delle reti in nazionale ― Spagna | Cronologia completa delle presenze e delle reti in nazionale ― Spagna | Cronologia completa delle presenze e delle reti in nazionale ― Spagna | Cronologia completa delle presenze e delle reti in nazionale ― Spagna |
| Data                                                                  | Città                                                                 | In casa                                                               | Risultato                                                             | Ospiti                                                                | Competizione                                                          | Reti                                                                  | Note                                                                  |
| --------------------------------------------------------------------- | --------------------------------------------------------------------- | --------------------------------------------------------------------- | --------------------------------------------------------------------- | --------------------------------------------------------------------- | --------------------------------------------------------------------- | --------------------------------------------------------------------- | --------------------------------------------------------------------- |
| 27-3-2018                                                             | Madrid                                                                | Spagna                                                                | 6 – 1                                                                 | Argentina                                                             | Amichevole                                                            | -                                                                     | 82’                                                                   |
| 23-3-2019                                                             | Valencia                                                              | Spagna                                                                | 2 – 1                                                                 | Norvegia                                                              | Qual. Euro 2020                                                       | -                                                                     | 77’                                                                   |
| 10-6-2019                                                             | Madrid                                                                | Spagna                                                                | 3 – 0                                                                 | Svezia                                                                | Qual. Euro 2020                                                       | -                                                                     |                                                                       |
| 8-9-2019                                                              | Gijón                                                                 | Spagna                                                                | 4 – 0                                                                 | Fær Øer                                                               | Qual. Euro 2020                                                       | -                                                                     |                                                                       |
| Totale                                                                |                                                                       | Presenze                                                              | 4                                                                     |                                                                       | Reti                                                                  | 0                                                                     |                                                                       |

## Palmarès

### Club

#### Competizioni nazionali
- Coppa di Spagna: 1

Valencia: 2018-2019

#### Competizioni internazionali
- UEFA Europa League: 1

Villarreal: 2020-2021

### Nazionale
- Campionato d'Europa Under-21: 1

2011
- Giochi del Mediterraneo: 1

 Pescara 2009
- Campionato d'Europa Under-19: 1

2007

### Individuale
- Squadra della stagione della UEFA Europa League: 1

2020-2021